# Moisson maléfique (film, 2004)
Moisson maléfique (Dark Harvest) est un film d'horreur américain réalisé par Paul Moore et sorti en 2004.

## Synopsis
Lorsque Sean Connell hérite d'une vieille ferme de famille dans les montagnes de la Virginie occidentale, il part avec une bande d'amis pour prendre possession de son héritage. Cependant, alors qu'ils s'enfoncent de plus en plus profondément dans cette région reculée, ils découvrent un passé familial marqué par les effusions de sang et que, même après plusieurs générations, le mal subsiste. Si une lune ensanglantée fait son apparition, ils devront se préparer à récolter ce qu'ils ont semé...

## Fiche technique
- Titre : Moisson maléfique
- Titre original : Dark Harvest
- Réalisation : Paul Moore
- Scénario : Paul Moore
- Pays d'origine :  États-Unis
- Genre : horreur, épouvante
- Durée : 88 min.
- Dates de sortie :

## Distribution
- Don Digiulio : Sean Connell
- Jeanie Cheek : Darcy
- Jennifer Leigh : Angela
- B.W. York : Bryan
- Jessica Dunphy : Alex
- Paul Bugelski : Eliejah
- J.P. Linkous : Shériff
- Ralph Baber : Propriétaire du magasin
- Bootie Chewning : Maggie
- Mike Murdock : Justin
- Jen DiCiccio : Felicia
- Jeff Wilson : L'adjoint
- Paul Moore : Hargrove
- Jason Eldridge : Épouvantail # 1
- Joshua Dodrill : Épouvantail # 2 / Épouvantail # 3